# Julio Viera
Julio Viera (Las Palmas de Gran Canaria, 8 luglio 1934 – 27 agosto 2023) è stato un pittore spagnolo la cui produzione pittorica si distinse per un forte legame con il surrealismo.

## Vita e lavoro
Julio Viera nacque a Las Palmas de Gran Canaria l'8 luglio 1934. La sua produzione artistica si caratterizza per una marcata affinità con il surrealismo. Creativo eclettico, trovò ispirazione per le sue opere anche attraverso esperienze insolite, come il lavoro in una miniera di carbone belga. La sua versatilità lo portò a cimentarsi in diverse discipline artistiche: oltre alla pittura e al disegno, esplorò il teatro in veste di attore e regista, realizzò film surrealisti e si dedicò alla scultura, al design di gioielli, alla poesia, alla musica e alla narrativa. Pubblicò inoltre articoli satirici e umoristici nella stampa, confermando la sua poliedricità espressiva.
Sul finire degli anni Cinquanta, stabilì importanti legami con altri artisti spagnoli attivi a Parigi, tra cui Alejandro Conde López, e interagì direttamente con Salvador Dalí, arricchendo il proprio percorso artistico con influenze e stimoli di grande rilievo..
La critica ha definito il suo operato come quello di un moderno artista rinascimentale, distinguendosi per un'inconfondibile stilizzazione e una straordinaria padronanza cromatica. La sua arte si caratterizza per una forte vitalità ed energia, capace di suscitare una gamma di reazioni che spaziano dall'entusiasmo all'indignazione, escludendo l'indifferenza.
Due delle sue opere di grande formato—"Cristo Nero" e "Cristo dell'Atlantico", entrambe di due metri—sono esposte nei Musei Vaticani .  Viera le donò personalmente al Pontefice, sottolineando il valore spirituale e simbolico della sua produzione artistica.
L'artista si spense a Palma di Maiorca il 27 agosto 2023, all'età di 89 anni. 